# 鷺梁津駅
鷺梁津駅（ノリャンジンえき）は、大韓民国ソウル特別市銅雀区鷺梁津洞にある、韓国鉄道公社（KORAIL）とソウル市メトロ9号線の駅である。

## 乗り入れ路線
韓国鉄道公社の京釜電鉄線（首都圏電鉄1号線）、ソウル市メトロ9号線㈱の9号線が乗り入れている。
韓国鉄道公社の駅に乗り入れている路線は、線路名称上は京釜線であるが、当駅には電車線を走る京釜電鉄線電車のみが停車する。
首都圏電鉄には駅番号が導入されており、京釜電鉄線は「136」、9号線は「917」の駅番号が付与されている。

## 駅構造

### 韓国鉄道公社
島式ホーム2面4線と、単式ホーム3面3線の計5面7線の地上駅。1-5番線を京釜電鉄線が使用している。6・7番線は京釜線（一般列車）用のホームだが、2005年1月20日以降は停車列車がなく閉鎖されている。また、3番線は同日の餅店-天安間電化・複々線化以降、定期列車では使用されていない。1番線は階段で上に上がらずに改札外に出られる。普通駅で、駅等級は2級である。
KORAILの出口は1番・2番の2か所ある。

#### のりば
| ホーム | 路線        | 列車                 | 行先                                           | 備考                 |
| ------ | ----------- | -------------------- | ---------------------------------------------- | -------------------- |
| 1      | 京釜電鉄線  | 天安・東仁川 急行    | 九老・富平・東仁川・水原・平沢・天安・大田方面 |                      |
| 2      | 京釜電鉄線  | 龍山 急行            | 当駅終着、龍山行き                             |                      |
| 3      | ●京釜電鉄線 | 未使用               | 未使用                                         | 未使用               |
| 4      | 京釜電鉄線  | 緩行                 | 富平・仁川・餅店・西東灘・天安・新昌方面       |                      |
| 5      | 京釜電鉄線  | 緩行                 | ソウル駅・清凉里・光云大・議政府・逍遥山方面   |                      |
| 6・7   | 京釜線      | 未使用（全列車通過） | 未使用（全列車通過）                           | 未使用（全列車通過） |

配線図
| ↑ 龍山                     |
| \| 7 \| 65 \| 43 \| 2 \| 1 |
| 大方 ↓                     |

### ソウル市メトロ9号線
相対式ホーム2面2線を有する地下駅で、フルスクリーンタイプのホームドアが設置されている。改札口に通じる階段とエレベータはホーム中程にある。
改札口はセッカン側とノドゥル側の2ヶ所ある。9号線の出口は3番から8番と3-1番の7か所あり、セッカン側の改札口は4 - 7番出口と繋がっており、ノドゥル側の改札口が3・3-1・8番出口と繋がっている。化粧室は両改札外に1ヶ所ずつある。

#### のりば
案内上ののりば番号は設定されていない。 
| ホーム | 路線  | 列車       | 行先                             |
| ------ | ----- | ---------- | -------------------------------- |
| 上り   | 9号線 | 急行・一般 | 汝矣島・堂山・金浦空港・開花方面 |
| 下り   | 9号線 | 急行・一般 | 銅雀・高速ターミナル・新論峴方面 |

### 乗り継ぎについて

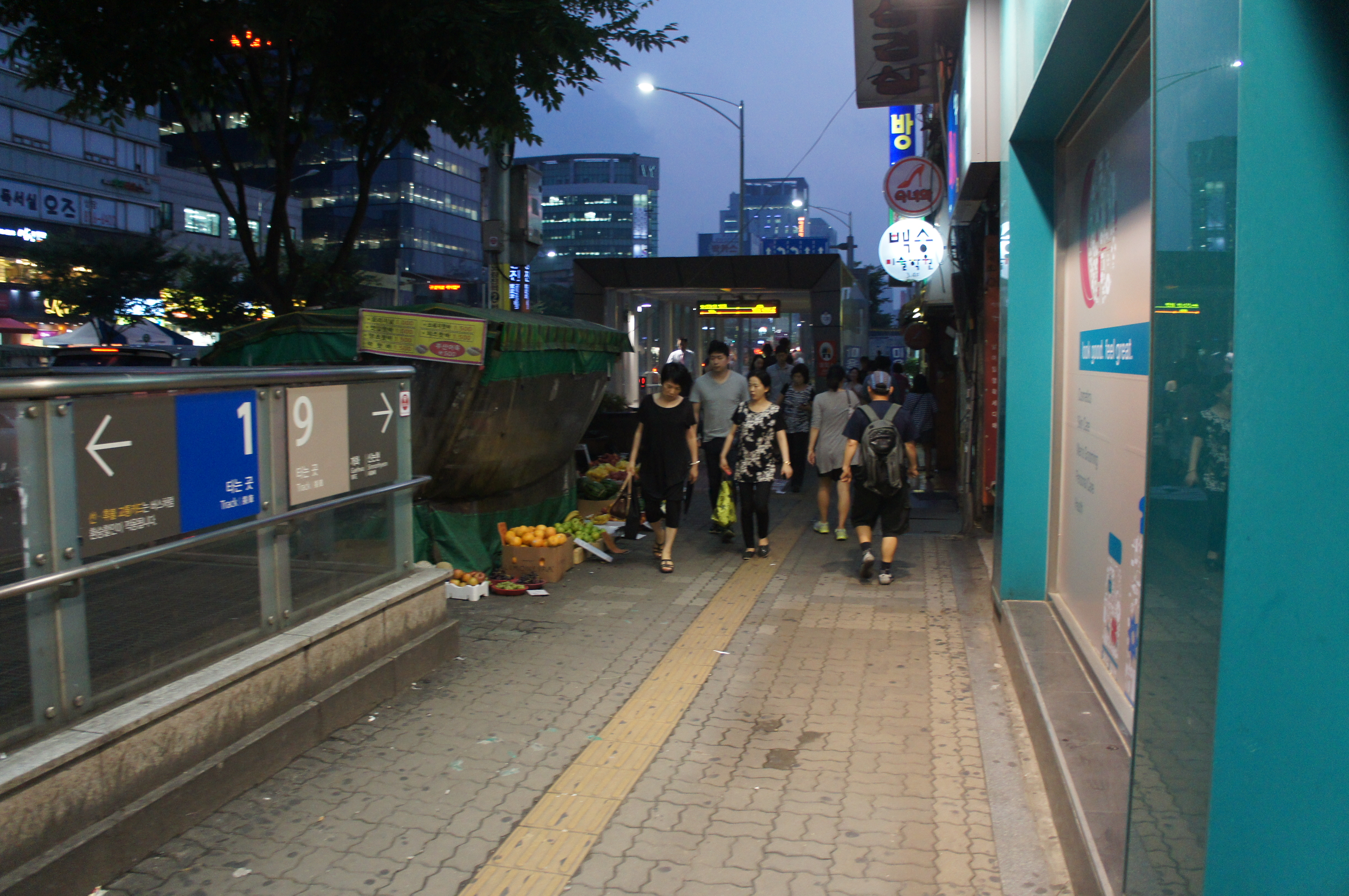
地上にあった1号線・9号線の乗換案内

本来はKORAILの民資駅舎事業と並行して連絡通路を開設する予定だったが、KORAILと新駅舎の建設会社との混乱により中断された。このため9号線開業当初、1号線と9号線は改札外乗り換えとなっており、T-money以外（1回用交通カード・定期券利用時）では運賃計算が打ち切られていた。また、案内放送でも連絡通路がない旨のアナウンスがあり、一部路線図においても1号線と9号線は別駅扱いで掲載されていた。
ソウル特別市では民資駅舎事業とは別に連絡通路の建設工事を2011年10月5日に着工し、2013年6月の完成を目標としていた。しかし2014年2月に延期され、その後再延期となった後、2015年10月31日に乗り換え通路が完成・供用開始となり、改札外乗り換えは解消された。
乗り換え通路の完成に伴いKORAILと9号線の出入口番号が通しとなったほか、9号線2番出入口（現・8番出入口）付近とKORAIL改札口前を結ぶ歩行者用の陸橋は、老朽化により撤去されることになった。

## 利用状況
近年の一日平均利用人員推移は下記のとおり。なお、9号線の2009年は開業日の7月24日から12月31日までの161日間の平均である。
| 路線       | 路線     | 2000年 | 2001年 | 2002年 | 2003年 | 2004年 | 2005年 | 2006年  | 2007年 | 2008年 | 2009年 | 出典  |
| ---------- | -------- | ------ | ------ | ------ | ------ | ------ | ------ | ------- | ------ | ------ | ------ | ----- |
| 京釜電鉄線 | 乗車人員 | 37,993 | 34,959 | 35,883 | 41,360 | 33,082 | 35,619 | 36,352  | 34,582 | 32,550 | 32,823 | [ 6 ] |
| 京釜電鉄線 | 降車人員 | 33,359 | 33,915 | 38,709 | 39,428 | 33,697 | 36,679 | 37,270  | 35,142 | 33,161 | 32,843 | [ 6 ] |
| 京釜電鉄線 | 乗降人員 | 71,352 | 68,874 | 74,592 | 80,788 | 66,779 | 72,298 | 73,622  | 69,724 | 65,711 | 65,666 | [ 6 ] |
| 9号線      | 乗車人員 | 未開通 | 未開通 | 未開通 | 未開通 | 未開通 | 未開通 | 未開通  | 未開通 | 未開通 | 14,737 | [ 7 ] |
| 9号線      | 降車人員 | 未開通 | 未開通 | 未開通 | 未開通 | 未開通 | 未開通 | 未開通  | 未開通 | 未開通 | 16,848 | [ 7 ] |
| 9号線      | 乗降人員 | 未開通 | 未開通 | 未開通 | 未開通 | 未開通 | 未開通 | 未開通  | 未開通 | 未開通 | 16,848 | [ 7 ] |
| 路線       | 路線     | 2010年 | 2011年 | 2012年 | 2013年 | 2014年 | 2015年 | 2016年  | 出典   |        |        |       |
| 京釜電鉄線 | 乗車人員 | 37,489 | 38,563 | 38,841 | 39,375 | 40,659 | 39,411 | 27,737  | [ 6 ]  |        |        |       |
| 京釜電鉄線 | 降車人員 | 36,978 | 37,843 | 38,230 | 38,513 | 39,884 | 38,984 | 27,565  | [ 6 ]  |        |        |       |
| 京釜電鉄線 | 乗降人員 | 74,467 | 76,406 | 77,071 | 77,888 | 80,543 | 78,395 | 55,302  | [ 6 ]  |        |        |       |
| 9号線      | 乗車人員 | 20,970 | 24,129 | 27,499 | 29,637 | 30,674 | 35,115 | 59,459  | [ 7 ]  |        |        |       |
| 9号線      | 降車人員 | 23,270 | 26,256 | 29,417 | 31,512 | 32,692 | 36,839 | 60,707  | [ 7 ]  |        |        |       |
| 9号線      | 乗降人員 | 44,240 | 50,385 | 56,916 | 61,149 | 63,366 | 71,954 | 120,166 | [ 7 ]  |        |        |       |

## 駅周辺
駅周辺は、公務員試験予備校（朝鮮語では「学院」）や、受験生のための宿泊施設（考試院）等が集まり、予備校街を形成している。
- CTS基督教テレビ
- 鷺梁津路
- 鷺梁津水産市場
- 鷺梁津1洞住民センター
- 鷺梁津2洞住民センター
- ソウル鷺梁津初等学校
- 銅雀区庁
- ソウル銅雀警察署
- 銅雀図書館
- 銅雀税務署
- 死六臣廟（朝鮮語版）
- 柳韓洋行

## 歴史
- 1899年9月18日 - 京仁線開業と共に開業。
- 1967年7月1日 - 貨物取り扱い中止。[8]
- 1968年9月11日 - 貨物取り扱い開始。[9]
- 1971年5月15日 - 現在の駅舎が竣工。
- 1974年8月15日 - 京釜電鉄線が開業。
- 2005年1月20日 - 当駅における一般列車の客扱いを中止。電鉄のみの停車となる。
- 2008年12月23日 - 新駅舎着工式。
- 2009年7月24日 - 9号線が開業し、改札外乗り換え駅となる。
- 2010年5月 - 京釜電鉄線の1番線と直結する改札口の横のエレベーターを更新[10]。
- 2011年10月5日 - 乗り換え通路着工。[11]
- 2015年10月31日 - 乗り換え通路開通。改札外乗り換え解消。
- 2017年 5月1日 : ITX-青春の運行を開始。電鉄線ホーム発着ながら、一般列車の客扱いが復活。
- 2017年 7月7日 : 京仁線特急の運行を開始。
- 2018年 3月23日：ITX-青春の運行を廃止。

## 隣の駅
韓国鉄道公社
 京釜電鉄線
京仁線特急
龍山駅 (135) - 鷺梁津駅 (136) - 新道林駅 (140)
急行・緩行
龍山駅 (135) - 鷺梁津駅 (136) - 大方駅 (137)
ソウル市メトロ9号線
 9号線
急行
汝矣島駅 (915) - 鷺梁津駅 (917) - 銅雀駅 (920)
一般（各駅停車）
セッカン駅 (916) - 鷺梁津駅 (917) - ノドゥル駅 (918)